# Namsos
Namsosⓘ ist eine Kommune und Stadt des Fylke Trøndelag in Norwegen. Namsos ist eine Hafenstadt und eines der wichtigsten Handelszentren in Mittelnorwegen.
Die Stadt befindet sich an einer kleinen Bucht an der Mündung des Flusses Namsen in den Namsenfjord. Der Hauptteil der Stadt wurde im kleinen tiefliegenden Vorgebirge erbaut, das sich bis in den Hafen hinein erstreckt. Im Norden erheben sich die schwach bewaldeten Hügel ziemlich steil auf über 180 Meter. Ostwärts erstreckt sich das weite Namsental (Namdalen).

## Geschichte

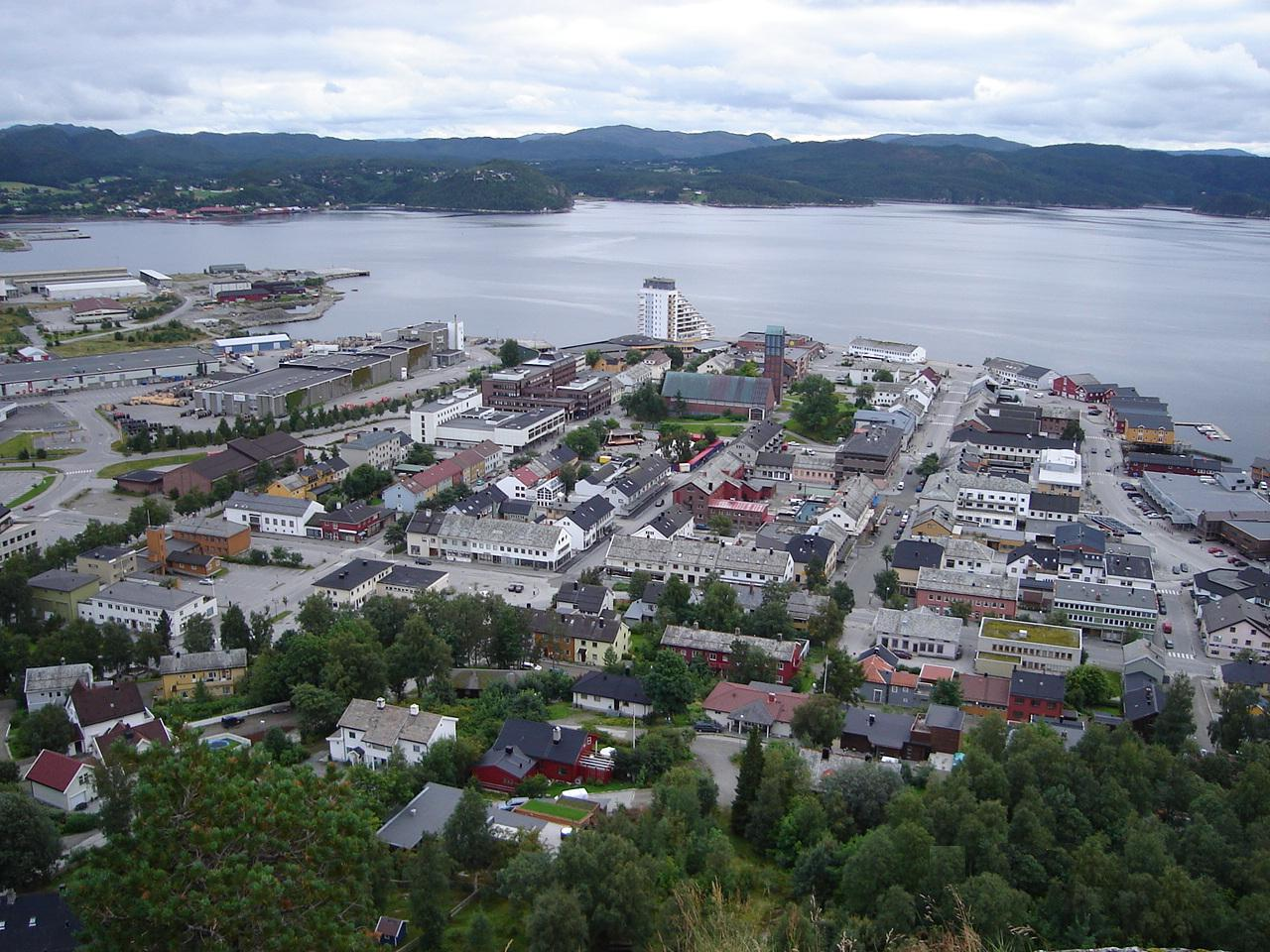
Namsos, Stadtzentrum

Namsos wurde 1845 gegründet. Die überwiegend aus Holzhäusern bestehende Stadt brannte während ihrer relativ kurzen Geschichte dreimal fast vollständig ab. Das erste Feuer im Jahre 1872 entstand durch zwei Jungen, die mit Streichhölzern spielten. Das zweite Feuer brach 1897 aus unbekanntem Grund aus. Der dritte Brand entstand, als die Stadt im Zweiten Weltkrieg am 20. April 1940 durch die deutsche Luftwaffe bombardiert wurde.
Da Namsos vollständig zerstört wurde, dient der Name als Beschreibung für die totale Vernichtung. So steht in einem amerikanischen Wörterbuch das Wort Namsosed als Beschreibung für Totale Vernichtung.
Im Zuge der Kommunalreform in Norwegen wurden Namsos, Fosnes und Namdalseid zum 1. Januar 2020 zusammengelegt.

## Verkehr
Namsos liegt an der Küstenstraße Fv17, über die man auch den rund vier Kilometer östlich der Stadt gelegenen Flughafen Namsos erreicht.

## Sehenswürdigkeiten
Südlich der Stadt befindet sich in Spillum das Norwegische Sägewerkmuseum.

## Persönlichkeiten
- Guillaume Van Strydonck (1861–1937), belgischer Maler
- Guttorm Hansen (1920–2009), Politiker und Autor
- Johan J. Jakobsen (1937–2018), Politiker
- Åge Aleksandersen (* 1949), Sänger
- Bjarne Håkon Hanssen (* 1962), Politiker
- Carl Frode Tiller (* 1970), Schriftsteller
- Håkon Berre (* 1980), Jazz- und Improvisationsmusiker
- Gunhild Bentzen Følstad (* 1981), Fußballspielerin
- Sara Blengsli Kværnø (* 1982), Badmintonnationalspielerin
- Jon Rune Strøm (* 1985), Jazzmusiker
- Hanne Haugen Aas (* 1988), Volleyball- und Beachvolleyballspielerin